# 経済協力局 (アメリカ合衆国)
経済協力局（けいざいきょうりょくきょく、英: Economic Cooperation Administration、ECA）は、マーシャル・プランを実施・管理するために1948年4月に設置され、1951年末に相互安全保障庁（相互安全保障法）に引き継がれるまで活動した、第二次世界大戦直後のアメリカ合衆国の対外援助を担当した機関である。国務省、商務省の両省に報告・従属した。
後身の相互安全保障庁は、その後、対外運用局、国際協力局を経て現在の国際開発庁へと至っている。

## 設置
1947年6月5日、米国国務長官ジョージ・マーシャルはハーヴァード大学の学位授与式に出席し、記念講演を行った。この講演の中でマーシャルは、第二次世界大戦で被災した欧州に対し、米国は復興援助を供与する用意があると表明した（マーシャル・プラン）。以後米国は、援助のあり方について検討を続けた。
第26回特別議会最終日の12月19日、トルーマン大統領は特別教書を議会に提出し、1948年4月1日から1952年6月30日までの4年3か月間に、西欧16か国に170億ドルを供与するよう要求すると共に、援助の実施機関として「経済協力局 (ECA)」を設置する提案を行った。
援助法案は4月3日に「1948年対外援助法 (Foreign Assistance Act of 1948)」として成立した。ECAはその3日後に設置された。

## 組織
議会はECAを大統領直属の機関とし、議会内に監視委員会を置くことを決定した。国連機関を実施機関とするか否かに関しては、3月に開催された欧州復興会議が国連未加盟の西部ドイツ（米英仏占領区域。のちの西ドイツ）を援助対象として加えたことを理由として、国連機関を通さないことが決まった。
ECA長官には、初代経済担当国務次官ウィリアム・クレイトンが就任するとの観測もあったが、実際に長官となったのは、ステュードベーカー社長ポール・ホフマンであった。
ハーヴァード演説直後の6月22日、トルーマンは米国がどれほどの援助負担に耐え得るかを調査するため、3つの大統領諮問委員会を設置した。このうち商務長官アヴェレル・ハリマンが委員長を務める委員会には実業家や主力労働組合の代表が集ったが、ホフマンはこの委員会の一員として参加しており、早い時期からマーシャル・プラン立案に関わっていた。
ECAはワシントンに事務所を置き、欧州経済協力機構 (OEEC) やその参加各国が作成した援助計画について審査と最終決定を成した。外国政府や企業への融資に協力する銀行に対しては「約束状 (letter of commitment)」を発行し、ECAが債務の償還を保証した。また、参加各国の首都には使節団が駐在し、事実上の第2大使館として機能した。使節団は駐在先の国の復興計画を支援すると共に、その国の政府が米国との援助協定を遵守しているかを検査した。
ワシントンの本部事務所とは別に、パリにもECAの代表事務所が置かれた。在欧ECAの代表にはハリマンが、同特別代表代理には商務次官ウィリアム・フォスター (William C. Foster) が任命された。1950年9月、ホフマンが健康問題を理由にECA長官を退いた後は、フォスターが長官職を継承した。
在欧ECA代表事務所は、各国に駐在するECA使節団や各国政府と共同で作業を行った。在欧米国特別代表を務めたミルトン・カッツによると、ECAは軍事組織の命令系統を応用し、在欧ECA代表事務所に欧州での活動に関して幅広い権限と責任を委譲したため、効率的に援助事務が遂行できたという。
しかし在欧事務所とワシントン事務所との業務範囲の境界は必ずしも明確ではなかったため、在欧事務所は幾度も越権行為を行い、また両者間ではしばしば重複人事が行われた。

## 見返り資金
被援助国は、受け取った援助のうち直接贈与分と同額の自国通貨を積み立てることが義務付けられた。この積立金を「見返り資金 (counterpart fund)」と呼び、米国による金額通告と同時に積み立てることとされた。積立額のうち95%は米国の承認を得た場合にのみ使用を許され、財政健全化や生産促進のために支出された。残る5%はECAの海外行政費や戦略物資購入費、情報収集費に充てられた。

## 廃止
1950年6月の朝鮮戦争勃発は、米国の対外援助政策を大きく転換させた。ベルリン封鎖、北大西洋条約機構 (NATO) 設立などを通じ、東西世界は緊張の度を強めていたが、朝鮮戦争によって両者間の本格的な軍事衝突が始まった。
1951年6月、ECAが議会に対して行った第13次報告は、「諸国自らの努力と1948年以来の経済援助を通じて獲得された利益を維持しかつ増大せしめながら、拡大する経済の枠内で西欧の再軍備を支援していくことが、経済協力局の目的である」とし、ECAの目的が転換したことを自ら示した。
同年10月、米国では相互安全保障法が成立した。これを受け、米国の対外援助は同法のもとに統合された。年末にはECAが廃止され、これと前後して、新たに相互安全保障庁 (Mutual Security Agency) が設置された。

## 年表
- 1947年
  - 6月5日 - マーシャル、ハーヴァード大学で演説。対欧州援助構想を発表[1]
  - 12月19日 - トルーマン、特別教書「欧州復興計画の概要」を議会に提出。経済協力局 (ECA) 設置を提案[3]
- 1948年
  - 4月3日 - 1948年対外援助法成立[4]
  - 4月6日 - ECA設置。ホフマン、ECA長官に就任[5][10][25]
  - 4月15日 - ECA、第1回対仏援助を実施[26]
  - 4月21日 - ハリマン、ECAの欧州組織代表に就任[15]
  - 11月10日 - ECA、欧州の為替レート問題に関する討議の必要性を提唱
- 1949年
  - 3月2日 - ECA、国務省、財務省、連邦準備制度、IMF米国理事の代表が会談。欧州通貨の決済について討議[27]
  - 3月17日 - ホフマン、ハリマンに宛てて覚書を送付。欧州諸国の通貨切下げの必要性を主張[28]
  - 5月16日 - トルーマン、ECAの運営状況に関する報告書を議会へ送付。欧州援助計画参加諸国は経済自立への第1段階を完了したと報告[29]
- 1950年
  - 1月12日 - トルーマン、ECAの報告書を議会へ提出。マーシャル・プラン参加各国の経済統一を求める[30]
  - 4月9日 - ホフマン、上院議員H・アレグザンダー・スミスへ書簡を送付。マーシャル・プラン参加各国のドル不足解決策として、同諸国が1953年までにドル資金10億ドルの節約と、10億ドルの収入増加を図る必要があると主張[31]
  - 9月25日 - ホフマン、健康問題を理由としてECA長官を辞任。後任としてフォスターが任命される[17]
- 1951年
  - 2月27日 - ドイツ、EPU諸国からの輸入を一時停止[32]
  - 3月22日 - フォスター、セントルイスの世界問題協会で演説。米国が西欧諸国に対して生産増強10年計画を提示したと発表[33]
  - 6月10日 - フォスター、1951年度追加予算支出法の付帯条項に基づき、ECA諸国にソ連圏向け禁輸商品リスト（1,700品目）を通告[34]
  - 10月10日 - 相互安全保障法 (MSA) 成立[21]
  - 10月26日 - トルーマン、対外援助支出法案に署名[35]。同法に基づき、相互安全保障庁を設置。ECAはこれより60日以内に廃止されることが決定
  - 12月29日 - ECA廃止[22]。12月30日、相互安全保障局が援助事務を継承[36]

## 註
1. 1 2  「米対欧策転換 大陸全体を援助 マ長官重大演説」、1947年6月7日付毎日新聞（大阪）1面（ケンブリッジ市（マサチュセッツ州）5日発ロイター＝共同）。
2. ↑  16か国とは、「欧州経済協力委員会 (CEEC)」に参加した以下の諸国である。
イギリス、フランス、オーストリア、ベルギー、デンマーク、ギリシャ、アイスランド、アイルランド、イタリア、ルクセンブルク、オランダ、ノルウェー、ポルトガル、スウェーデン、スイス、トルコ。
3. 1 2  Truman 1956, p. 117-118（邦訳：99頁）.
演説の原文はトルーマン図書館内資料を、邦訳はウィキソースを参照。
4. 1 2  「ソ連進出の“防波堤”　対外援助法成立す　米大統領　署名・きょう発足」、1948年4月5日付朝日新聞（東京）1面（ワシントンにてハイタワー特派員3日発＝AP特約）。
5. 1 2 3  島田（1949年）、149頁。
6. ↑  国務省はECAへの影響力を保持しようとしたが、この決定により目論見は不首尾に終わった。佐藤（1978年）、139頁。
7. ↑  欧州復興会議は、ハーヴァード演説を受けてマーシャル・プラン受け入れを早々に決めた英仏両国の主唱により招集された会議である。1947年7月12日に第1回会議が開催され、参加国はマーシャル・プラン受け入れ国となった。同会議は必要とする援助額の算定のためCEECを設置し、これがOEECの母体となった。
8. ↑  佐藤（1978年）、139頁。これについてウォーレスは、マーシャル・プランが自身の考える本来の姿から乖離した一因は、国連機関を経由しない形での援助を強行したことにあると非難した。安藤（1976年）、274頁。
9. ↑  佐藤（1978年）、139頁。ただしヴァンデンバーグは、公共性が求められるECA長官職に民間企業出身者であるクレイトンを就任させることに反対した。Hogan 1987, p. 108.
10. 1 2  Hogan 1987, p. 108.
11. ↑  「米、三委員会を設置」、1947年6月24日付朝日新聞（東京）1面（ワシントン特電22日発AP特約）。大統領声明の全文は、Statement by the President on the Economic Effects of Foreign Aid（トルーマン図書館内資料）を参照。
12. ↑  対外援助法第104条第a項に規定。マーシャル財団ホームページ内資料。島田（1949年）、273頁。
13. ↑  板垣、佐藤（1960年）、101頁。
14. ↑  板垣、佐藤（1960年）、101頁。
対外援助法第111条第b項第1号によると、長官は「長官の承認した供給計画に関連して支払保証書 (letter of commitment) を発することができる。（右支払保証書が発せられた時はアメリカ政府の債務となりかつこれにもとづいて支払期限に達しまたは将来支払期限に達する金額は1940年の求償法により割当てられ該当予算費目の債務となる）」。マーシャル財団ホームページ内資料。訳文は、島田（1949年）、279頁を引用。
15. 1 2  「マ案特別大使にハリマン氏」、1948年4月23日付朝日新聞（東京）1面（ワシントン特電21日発＝AP特約）。
16. ↑  Hogan 1987, p. 138. 板垣、佐藤（1960年）、100-101頁。
17. 1 2  CBS Report of Paul Hoffman Resignation, September 25, 1950（トルーマン図書館内資料）. 「ホフマン氏辞職　米経済協力局長官　後任フォスター氏」、1950年9月25日付朝日新聞（東京）2面（ワシントン特電23日発AFP特約）。「フォスター氏発令」、1950年9月27日付朝日新聞（東京）2面（ワシントン25日発AP）。
18. ↑  永田（1990年）、154頁。
19. ↑  有田（1949年）、20頁。板垣、佐藤（1960年）、96頁。
20. ↑  板垣、佐藤（1960年）、109頁。
21. 1 2  Current Economic Developments, FRUS 1951, Vol. I, p. 425. The Mutual Security Act of 1951, Office of the Clerk of the U.S. House of Representatives. 同法への署名に際するトルーマンの声明の原文はトルーマン図書館内資料を、邦訳はウィキソースを参照。
22. 1 2  「ECA廃止　マ計画終る」、1951年12月30日付朝日新聞（東京）夕刊1面（パリ29日発＝ロイター特約）。
23. ↑  Hogan 1987, pp. 391-392.
24. ↑  「“再軍備の推進を検討”　ハリマン長官言明　英首相らと会見」、1950年12月15日付朝日新聞（東京）1面（ロンドン13日発＝AFP特約）。
25. ↑  「ホフマン氏を任命　対外援助元締『経済協力長官』に」、1948年4月8日付朝日新聞（東京）1面（ワシントン特電6日発＝AP特約）。
26. ↑  島田（1949年）、321頁。
27. ↑  坂出「マーシャルプラン期におけるアメリカの欧州統合政策」、15頁。FRUS 1949, Vol. IV, pp. 373, footnote.
28. ↑  The Administrator for Economic Cooperation (Hoffman) to the United States Special Representative in Europe (Harriman), at Paris, FRUS 1949, Vol. IV, pp. 377-380.
29. ↑  「西欧諸国の生産は戦前水準へ回復　ト大統領、議会に報告」、1949年5月18日付朝日新聞（東京）1面（ワシントン特電16日発＝AP特約）。
30. ↑  「マ計画参加国の経済的統一　トルーマン大統領強調」、1950年1月14日付朝日新聞（東京）1面（ワシントン特電12日発AFP特約）。
31. ↑  「三十億ドルで均衡　米、西欧間の貿易」、1950年4月10日付朝日新聞（東京）1面（ワシントン9日発USIS＝共同）。
32. ↑  東洋経済新報社（1971年）、371頁。
33. ↑  「西欧の生産増強十ヵ年計画　米から提示」、1951年3月23日付朝日新聞（東京）1面（セント・ルイス22日発AFP特約）。
34. ↑  東洋経済新報社（1971年）、392頁。
35. ↑  「対外援助法案にも」、1951年10月27日付朝日新聞（東京）夕刊1面（ワシントン26日発USIS＝共同）。
36. ↑  “Administrators of the Economic Cooperation Administration”.   Office of the Historian, Bureau of Public Affairs, United States Department of State. 2012年7月5日閲覧。